# Кравченко Олексій Васильович
Олексі́й Васи́льович Кра́вченко (29.03.1978-10.03.2022, 43 роки) — молодший сержант Збройних Сил України, учасник російсько-української війни, що героїчно загинув під час російського вторгнення в Україну.

## Життєпис
Народився в с. Княжики Уманського району Черкаської області 29 березня 1978 року.
26 лютого 2022 року, під час російського вторгнення в Україну призваний за мобілізацією на військову службу до складу Збройних Сил України. Був водієм кулеметного взводу 30-ї окремої механізованої бригади імені князя Костянтина Острозького.
Загинув 10 березня 2022 року у віці 43 років внаслідок артилерійського обстрілу позицій на Світлодарській дузі в Донецькій області.
Похований у с. Княжики Уманського району Черкаської області.
Залишилася дружина.

## Нагороди
- орден «За мужність» III ступеня (2022, посмертно) — за особисту мужність і самовіддані дії, виявлені у захисті державного суверенітету та територіальної цілісності України, вірність військовій присязі .[3]